# Martín Fernández (calciatore 2001)
Martín Alejandro Fernández Figueira (Montevideo, 8 maggio 2001) è un calciatore uruguaiano, centrocampista del Gimnasia (LP) in prestito dal Boston River.

## Caratteristiche tecniche
È un centrocampista centrale.

## Carriera
Cresciuto nel settore giovanile del Liverpool (M), ha esordito in prima squadra il 4 maggio 2019 disputando l'incontro di campionato vinto 4-0 contro il Boston River.

## Statistiche
Statistiche aggiornate all'8 marzo 2021.

### Presenze e reti nei club
| Stagione        | Squadra         | Campionato      | Campionato | Campionato | Coppe nazionali | Coppe nazionali | Coppe nazionali | Coppe continentali | Coppe continentali | Coppe continentali | Altre coppe | Altre coppe | Altre coppe | Totale | Totale | Totale |
| Stagione        | Squadra         | Comp            | Pres       | Reti       | Comp            | Pres            | Reti            | Comp               | Pres               | Reti               | Comp        | Pres        | Reti        | Pres   | Reti   |        |
| --------------- | --------------- | --------------- | ---------- | ---------- | --------------- | --------------- | --------------- | ------------------ | ------------------ | ------------------ | ----------- | ----------- | ----------- | ------ | ------ | ------ |
| 2019            | Liverpool (M)   | PD              | 10         | 0          |                 | -               | -               | CS                 | 0                  | 0                  |             | -           | -           | 10     | 0      |        |
| 2020            | Liverpool (M)   | PD              | 25         | 1          |                 | -               | -               | CS                 | 4                  | 0                  |             | -           | -           | 29     | 1      |        |
| 2021            | Liverpool (M)   | PD              | 0          | 0          |                 | -               | -               | CL                 | 2                  | 0                  |             | -           | -           | 2      | 0      |        |
| Totale carriera | Totale carriera | Totale carriera | 35         | 1          |                 | -               | -               |                    | 6                  | 0                  |             | -           | -           | 41     | 1      |        |